# باثان (فلم)
باثان (بالإنجليزية: Pathaan) هو فيلم أكشن وإثارة هندي صدر عام 2023 من إخراج سيدهارث أناند وكتابة شريدهار راغافان وعباس تايروالا. الفيلم هو رابع أفلام ياش راج فيلم التي تدور أحداثها عن جاسوس، وهو من بطولة شاه روخ خان، ديبيكا بادوكون، جون أبراهام، ديمبل كاباديا، وأشوتوش رنا. تدور أحداث الفيلم حول باثان العميل المنفي من وكالة الاستخبارات الهندية، والذي يتحد مع عميلة وكالة الاستخبارات الباكستانية روبينا محسن من أجل القضاء على جيم وهو عميل منشق عن المخابرات الهندية يخطط لنشر فيروس قاتل عبر الهند.
الفيلم من إنتاج أديتيا شوبرا لشركة ياش راج فيلم، وبدأ تصوير المشاهد الرئيسية في مومباي في نوفمبر 2020. وقد تم تصوير الفيلم في عدة مواقع في الهند وأفغانستان وإسبانيا والإمارات وتركيا وروسيا وإيطاليا وفرنسا. تم إنشاء أغنيتين من قبل ثنائي فيشال-شيخار، بينما قدم سانشيت بالهارا وأنكيت بالهارا التصوير الصوتي. تم إنتاج الفيلم بتكلفة إنتاج تقدر بـ 225 كرور (28 مليون دولار) مع إنفاق 15 كرور (1.9 مليون دولار) إضافية على الطباعة والإعلان. وعلى خلاف العادة، كانت الدعاية السابقة للإصدار محدودة دون أي تفاعل إعلامي أو فعاليات عامة.
تم إصدار فيلم «باثان» في دور العرض في الهند في 25 يناير 2023، متزامناً مع عطلة عيد الجمهورية، وحصل الفيلم بشكل عام على تقييمات إيجابية من النقاد والجمهور، الذين أشادوا بمشاهد الحركة والموسيقى وأداء الممثلين. حقق الفيلم أعلى إيرادات يوم الافتتاح، وأعلى إيرادات يوم واحد، وأعلى إيرادات عطلة نهاية الأسبوع الافتتاحية، وأعلى إيرادات في الأسبوع الأول في الهند. أصبح في نهاية المطاف أعلى فيلم باللغة الهندية إيرادًا في الهند على الإطلاق، وحطم أرقاماً قياسية جديدة في جميع الأسواق الأجنبية الرئيسية مثل الولايات المتحدة، كندا، الإمارات، مجلس التعاون الخليجي، المملكة المتحدة، وأستراليا. 1050.3 كرور روبية هندية (تعادل خطأ في التعبير: عامل < غير متوقع. أو دولار أمريكيخطأ في التعبير: عامل < غير متوقع. دولار أمريكي في 2025) حقق الفيلم إجمالي إيرادات تبلغ 1،050.3 كرو (130 مليون دولار) في جميع أنحاء العالم، مما جعله أعلى فيلم هندي إيرادًا في عام 2023، وثاني أعلى فيلم هندي على الإطلاق، وخامس أعلى فيلم هندي على الإطلاق، وحقق عدة أرقام قياسية أخرى في شباك التذاكر في الهند ولفيلم باللغة الهندية. وأصبح فيلم «باثان» أول فيلم هندي ينضم إلى نادي الـ 1000 كرو دون إصداراته في الصين.

## القصة
في عام 2019، ألغت الهند المادة 370 من دستورها، مما جعل ولاية جامو وكشمير تخضع للسيادة الكاملة للهند. في باكستان، رأى الجنرال قادر ذلك كإعلان حرب ضد بلاده، وبدون موافقة حكومته، اتصل بمرتزق غامض للرد على الهند وقال له إنه سيحتاج وقتًا لإعداد عملية.
وبعد ثلاث سنوات، ظهر باثان، وهو عميل سابق في وكالة الاستخبارات الهندية، الذي شارك في إنشاء وحدة جوكر (JOCR) للعمليات المشتركة والبحث السري التي تقودها نانديني.
وقبل عامين من ذلك، خلال عملية في دبي، واجه جيم، عميل سابق في الاستخبارات الهندية والذي أصبح زعيم منظمة إرهابية تسمى «أوتفيت إكس»، الذي اختطف عالمًا هنديًا دون أن يستطيع باثان إيقافه. ثم، ذهب باثان إلى إسبانيا للبحث عن جيم، والتقى روبي، باكستانية مرتبطة بجيم. أنقذت روبي حياة باثان وكشفت له أنها عميلة في وكالة الاستخبارات الباكستانية متسللة لدى جيم، وأخبرت باثان أن جيم يستعد لاستلام «راكتبيج»، وهي سلاح خاص وخطير للغاية. ذهبا إلى روسيا لسرقة «راكتبيج» في عملية جريئة، ولكنهما وقعا في كمين، حيث تم أسر باثان من قبل الروس، في حين انضمت روبي إلى جيم مع «راكتبيج». تم إنقاذ باثان في النهاية من قبل تايغر، وهو عميل هندي آخر، ثم اختفى.
مرة أخرى، قام باثان وروبي بتعقب مختبر جيم في سيبيريا، لكنهم غير قادرين على منعه من الهروب مع كرة تحتوي على الفيروس. كرة أخرى، استعادتها روبي بسبب حيلة خططت لها، ينشر جيم الفيروس في مختبر هندي، مما تسبب في وفاة العديد من الأشخاص بما في ذلك نانديني.
في أفغانستان، يستعد جيم لإطلاق الفيروس نحو دلهي باستخدام صاروخ، بطلب من الجنرال قادر. يتمكن باثان وروبي والقوات الخاصة الهندية من السيطرة على الصاروخ، ولكن يتضح أنه فارغ. في الواقع، كان ذلك مغالطة: الفيروس موجود على متن طائرة قادمة بالفعل إلى دلهي. وفيما تقترب خدمات الأمن الهندية من تدمير الطائرة باستخدام صاروخ، يتمكن باثان من العثور على جيم وفي معركة نهائية، يتمكن من الحصول على جهاز التحكم عن بعد وإيقاف انتشار الفيروس.
يتم إنقاذ الهند من الخطر ويود باثان أن يتقاعد، لكن العقيد لوثرا، رئيس المخابرات الهندية، يدعوه مرة أخرى ليحل محل نانديني في قيادة (JOCR).

## طاقم التمثيل
- شاه روخ خان في دور باثان
- ديبيكا بادوكون في دور روبينا محسن
- جون أبراهام في دور جيم
- ديمبل كاباديا في دور نانديني
- أشوتوش رنا في دور العقيد لوثرا
- سلمان خان في دور تايغر (دور الكاميو)

## روابط خارجية
- مقالات تستعمل روابط فنية بلا صلة مع ويكي بيانات